# 舌叶扁棉藓
舌叶扁棉藓（学名：Glossadelphus lingulatus）为锦藓科扁棉藓属下的一个种。